# Buddhistiska monument i Horyu-ji-området
Världsarvet Buddhistiska monument i Horyu-ji-området omfattar ett antal olika byggnader i Hōryū-ji och Hokki-ji i Nara prefektur, Japan. De blev 1993 ett världsarv tillsammans med det omgivande landskapet. Många av monumenten är också upptagna i förteckningen över Japans nationalskatter och reflekterar en viktig tid för de buddhistiska influenserna i Japan. Världsarvet består av 21 byggnader i tillhörande Hōryū-jis östra tempel, 9 tillhörande västra templet, 17 kloster och andra byggnader samt pagoden i Hokki-ji.

## Lista över platserna
- Området Horyu-ji
- Området Hokki-ji

### Fotnoter
1. ↑  ICOMOS (1 October 1992). "Advisory Body Evaluation".  Hämtat 2009-08-03.